# Sarpedão (irmão de Minos)
Sarpedão ou Sarpédon (em grego: Σαρπηδών), na mitologia grega, foi irmão de Minos e Radamanto, e filho de Zeus com Europa, filha de Agenor. Foi criado por Astério, rei de Creta e depois banido por Minos, que sucedeu Astério no trono de Creta. 
Exilado, Sarpedão refugiou-se junto a seu tio, o rei Cilix. Mais tarde, conquistou os Mílios, de quem se tornou soberano. Seu reino ficou conhecido como Lícia, em homenagem a seu sucessor, Lico, filho de Pandião II de Atenas.
Em outra versão, Sarpedão cruzou com um exército para a Ásia e conquistou a região da Lícia. Seu filho Evandro casou-se com Didâmia, filha de Belerofonte. O nome do seu filho era Sarpedão.